# 896 Sphinx
896 Sphinx
896 Sphinx là một tiểu hành tinh ở vành đai chính. Nó được Max Wolf phát hiện ngày 01.8.1918 ở Heidelberg, và được đặt theo tên Sphinx (Nhân sư), quái vật thân sư tử, đầu người của Ai Cập trong thần thoại Hy Lạp.